# Euchirella pseudotruncata
Euchirella pseudotruncata is een eenoogkreeftjessoort uit de familie van de Aetideidae. De wetenschappelijke naam van de soort is voor het eerst geldig gepubliceerd in 1975 door Park.